# Jan Otto (Verleger)

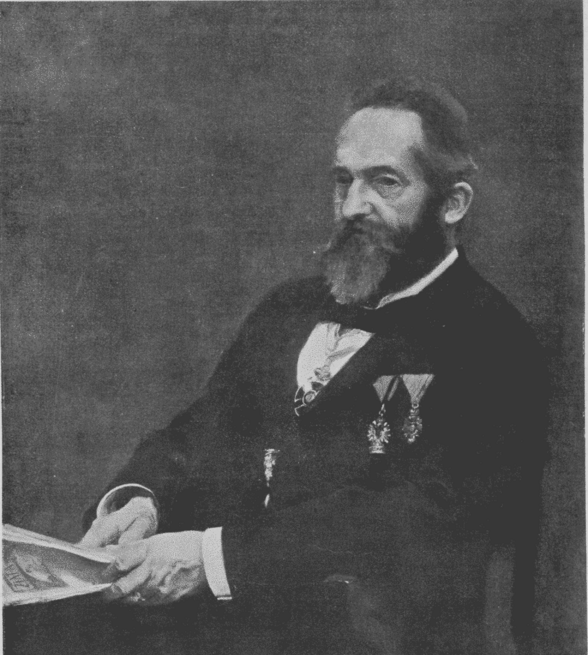
Jan Otto (Porträt von Jan Preisler)

Jan Otto (* 8. November 1841 in  Primislau; † 29. Mai 1916 in Prag) war ein tschechischer Verleger.

## Leben
Das älteste Kind einer Soldatenfamilie lernte, da ihm seine Eltern kein Studium finanzieren konnten, beim Verlag Ed. Gréger das Druckerhandwerk und war dort über zehn Jahre als Kontorist und Disponent tätig. Durch seinen Fleiß, Arbeitseinsatz, aber auch Vermählung mit der Tochter des betuchten Prager Buchhändlers Jan Pospíšil, konnte er sich selbstständig machen. 1874 gründet eine erfolgreiche Buchhandlung, die zu einem Verlag ausgebaut wird. 1899 verkaufte er die Druckerei und gründete die Tschechische grafische Gesellschaft Unie. Von der Karls-Universität wurde seine Buchhandlung zur Universitätsbuchhandlung zertifiziert. 
Neben seiner verlegerischen Tätigkeit nahm er auch rege am gesellschaftlichen Leben teil. Otto war als Mitglied in zahlreichen Vereinigungen tätig. Er arbeitete im Prager Sokol mit, in der Umělecká beseda, im Ausschuss für den Bau des Nationaltheaters. In der Gewerbebank (Živnostenská banka) gehörte er zum Seniorenrat und zum stellvertretenden Vorstand. Er war aktiv im Stadtrat und der Handelskammer, im Ausschuss für die Landesjubiläumsausstellung 1891, im Exekutivausschuss der Völkerkundlichen Ausstellung 1895 (Národopisná výstava) initiativ tätig. 1912 ernannte man ihn zum Mitglied des Herrenhauses. Er traf sich regelmäßig mit führenden Persönlichkeiten wie Tomáš Garrigue Masaryk oder Edvard Beneš. 
Otto wurde mit zahlreichen Orden ausgezeichnet, unter anderem 1886 mit der Goldenen Medaille der Stadt Prag, Ritter des Franz-Joseph-Ordens (1891) oder Orden der Eisernen Krone III. Klasse 1898 sowie mit der Goldmedaille an der Weltausstellung 1900 in Paris.
Er trat ebenfalls als Mäzen auf, unterstützte örtliche Volksbildungsorganisationen und hinterließ Gedenkstätten, unter anderem in Pribislau den Grabhügel des Jan Žižka.

## Verlegte Werke
Von Bedeutung waren die Herausgabe des Brehms Tierleben, welches jedoch nicht zu vergleichen war mit seinem Lebenswerk Ottos Konversationslexikon (Ottův slovník naučný). Dieses Lexikon erschien von 1888 bis 1909 in insgesamt 27 Bänden. Neben der umfangreichen Version gab es auch eine Taschenbuchausgabe (1908) und eine zweiteilige Zusammenfassung (1905–1906). Inzwischen erschien das Werk auch auf CD-ROM.

### Belletristik
Er verlegte Bücher jedes Genres, angefangen mit anspruchsloser Literatur wie die Edition Salonbibliothek (Salonní bibliotéka), Russische Bibliothek (Ruská knihovna), Bibliothek der goldenen Stadt Prag (Knihovna Zlaté Prahy), Bibliothek der Volksunterhaltung (Knihovna Besed Lidu), Weltbibliothek (Světová knihovna) und Englische Bibliothek (Anglická knihovna). Herausgegeben werden Sammelwerke von Jaroslav Vrchlický, Schriften von Adolf Heyduk, Sammlung der Weltpoesie, dramatische Werke von William Shakespeare, gesammelte Werke von Alois Jirásek, Karolina Světlá und Jakub Arbes.

### Reiseberichte
Emil Holub, Josef Štolba, František Adolf Šubert, Vojtěch Sláma, Miroslav Rutte, Josef Kořenský, Fridtjof Nansen.

### Fachliteratur
Philosophie, Mathematik, Sprachwissenschaften, Lexika, darunter Vortrags- und Abhandlungensammlung (Sbírka přednášek a rozprav), Gesundheitslexikon (Slovník zdravotní), Lidové rozpravy lékařské (Volksdisputation über Medizin), Deutung der Gemeindegesetze von Josef Schwarz (Výklad zákona obecního), Geschichte des Mittelalters von František Šembera (Dějiny středověké), Slawisches Almanach (Sborník slovanský), Historisches und erdkundliches Sammelwerk (Sborník historický a Zeměpisný), Politische Bibliothek (Politická bibliotéka), Sammlung politischer und volkswirtschaftlicher Schriften (Sborník spisů politických a národohospodářských), Tschechische Unterhaltungs- und Lehrbibliothek (Česká knihovna zábavy a poučení)

### Wissenschaftliche Literatur
- Philosophische Werke von Josef Durdík, Tomáš Garrigue Masaryk, James Sully
- Historische Werke von Václav Vladivoj Tomek, Jaroslav Goll, Antonín Rezek, Jaroslav Čelakovský, Joseph Šembera, František Svátek
- Naturwissenschaftliche Werke von Ján Adam Rayman, František Vejdovský
- Rechtswissenschaftliche Werke von Antonín Randa, Albín Bráf, Konstantin Jireček, Josef Kaizl
- Literaturgeschichtliche Werke von Georg Brandes, Václav Vladimír Zelený und František Zoubek
- Mathematische Wissenschaftsliteratur von František Josef Studnička
- sprachwissenschaftliche Literatur von Čeněk Šercl
- Wörterbücher Deutsch, Französisch, Russisch, Italienisch und Polnisch

### Lehr- und Kunstbücher
darunter Album von Václav Brožík, Antonín Chittussi, Mikoláš Aleš

### Bildbände
Nationaltheater (Národní divadlo), Legende über Heiligen Prokop von Jaroslav Vrchlický (Vrchlického Legenda o sv. Prokopu), Die Heilige Schrift mit Illustrationen von Gustave Doré (Písmo svaté s illustracemi Doréovými), Königssohn Rudolfs Reise durch östliche Länder (Kralevice Rudolfa Cesta po zemích východních), Böhmisch-slawische volkskundliche Ausstellung (Národopisná výstava českoslovanská), Erzählungen, Arabesken und Humoresken des Svatopluk Čech (Povídky, arabesk a humoresky Svat. Čecha), sowie das umfangreiche Werk Böhmen (Čechy).

### Zeitschriften
Goldenes Prag (Zlatá Praha), Lumír, Illustrierte Welt (Ilustrovaný svět), Světozor, humoristischer Däumling (humoristický Paleček), wissenschaftliche Zeitschrift Athenaeum, Prager Wirtschaftszeitung (Pražské Hospodářské Noviny), Autonome Rundschau (Samosprávný Obzor), Belebt (Živa), Volkswirtschaftliche Rundschau (Obzor národohospodářský), Budec-Bote (Posel z Budče).